# 護持院
護持院（ごじいん）は江戸の神田橋外（現在の東京都千代田区神田錦町）にあった真言宗の寺院。奈良県桜井市の長谷寺の一派であった。

## 概要
筑波山の知足院中禅寺（筑波山神社の別当）が起源である。知足院は徳川家康以来、将軍家と幕府の祈祷を行っていた。知足院の江戸別院が湯島にあったのを、元禄元年（1688年）、江戸幕府の5代将軍徳川綱吉が神田橋・一ツ橋の間に移した。護摩堂、祖師堂、観音堂などの大伽藍を整備し、隆光を開山として、護持院と改称した。
享保2年（1717年）、火災により一堂も残さずに焼失。徳川吉宗は同地での再建を許さず、跡地は火除地（護持院ヶ原）となった。護持院は音羽護国寺の境内に移され、護持院住職が護国寺住職を兼任することになった。
音羽に移転した護持院は、明治維新後の廃仏毀釈で廃寺となった。

## 護持院ヶ原
護持院ヶ原は森鷗外の歴史小説「護持院原の敵討」の舞台としても知られる。弘化3年（1846）にあった仇討ち事件を描いている。
享保2年に焼失した護持院の跡地は火除け地となり、護持院ヶ原と呼ばれた。江戸城の北、平川門と竹橋の対岸にあったことから、おそらく江戸城に対する防火機能をもたせたと考えられている。
護持院ヶ原は、将軍の放鷹の場、市民の遊観所として使われた。空地を一番二番三番四番と分けて、数条の堀をほっていた。放鷹は冬にされ、二月から八月までは、周辺の人たちに開放された。「神田橋外一ッ橋外、明地之近辺屋敷屋鋪ノ妻子、延気二罷出候儀、二月中旬ヨヅ八月中旬迄ハ勝手次第、出ヅ可キ候。此外町人等モ妻子召連、延気二参候ハ苦シカラズ候。」と達せられている（『憲教類典』享保8年）。武家屋敷の中にあったこととて、まず武家の妻子を対象とし、町民も遊んでも苦しくないという形となっている。
一番原は文化14年より本多忠升の屋敷となったが、他は幕末まで建物を建てず、空地として残っていた。文化14年に一番原が屋敷になるまでは、日比谷公園よりかなり広い地域を占めていた。
明治維新後は、学習院、開成学校などの校舎がこの地に建造された。『武江年表』の明治3年の項によると、「錦町の西には一番より三番までの火除明地あり。昔、護持院のありし跡にて、毎春近傍の者はここに遊観し、児輩は摘草などして戯れしが、この頃追々に御用に付き、建物御設あり、華族方学習院、開成所等も此所なり」と書かれている。護持院ヶ原は面積も広く、『東京案内』によると神田錦町一丁目、二丁目、三丁目、一橋通町を占めていた。四番原すなわち後の一橋通町にできたのが高等商業学校（一橋大学の前身）である。
享保年間から幕末まで遊観所として、士民に親しまれてきた護持院ヶ原が、明治政府によって建物の敷地になったのは、ちょうど品川の御殿山が享保年間から名所として開放された遊観所(公園)でありつづけながら、明治政府によってつぶされたのと同じ状況であった。なお近くの神田川の土手（筋違橋・浅草橋間）に柳を植えたのは、吉宗だと伝えられるが、柳原堤として市民に親しまれてきた河岸緑地であった。『江戸名所図会』に柳の土手下で武士たちが的を射ている矢場の状況が描かれている。明治4年になって土手の床店を取り払い、柳を伐り倒して道路をひろげた。これも都市緑地・遊観所がつぶされた一例である。